# London Tree
London Tree è il l'album di debutto della cantante olandese Jennifer Ewbank, pubblicato il 21 ottobre 2011 dall'etichetta discografica Cloud 9 in seguito alla partecipazione della cantante del talent show The Voice of Holland.
Dall'album sono stati estratti due singoli, Line in a Song e Stars, usciti rispettivamente ad agosto e settembre 2011, che hanno raggiunto le posizioni numero 20 e 94 nella classifica olandese. L'album è entrato alla nona posizione della classifica dei Paesi Bassi e vi è rimasto per sette settimane in totale.

## Tracce
1. Line in a Song – 3:33
2. Stars – 3:13
3. Light Home – 2:52
4. 5 More Minutes – 4:00
5. There's Us – 4:08
6. If You're Gonna Fall – 4:06
7. London Tree – 4:12
8. When We Hear Hallelujah – 3:40
9. Angel – 2:54
10. Ghost in This House – 3:51
11. Imagine – 3:32

## Classifiche
| Classifica (2011) | Posizione massima |
| ----------------- | ----------------- |
| Paesi Bassi       | 9                 |